# Tlalocomyia revelata
Tlalocomyia revelata är en tvåvingeart som beskrevs av Peter Wolfgang Wygodzinsky och Najera 1970. Tlalocomyia revelata ingår i släktet Tlalocomyia och familjen knott. Inga underarter finns listade i Catalogue of Life.